# 佛光寺

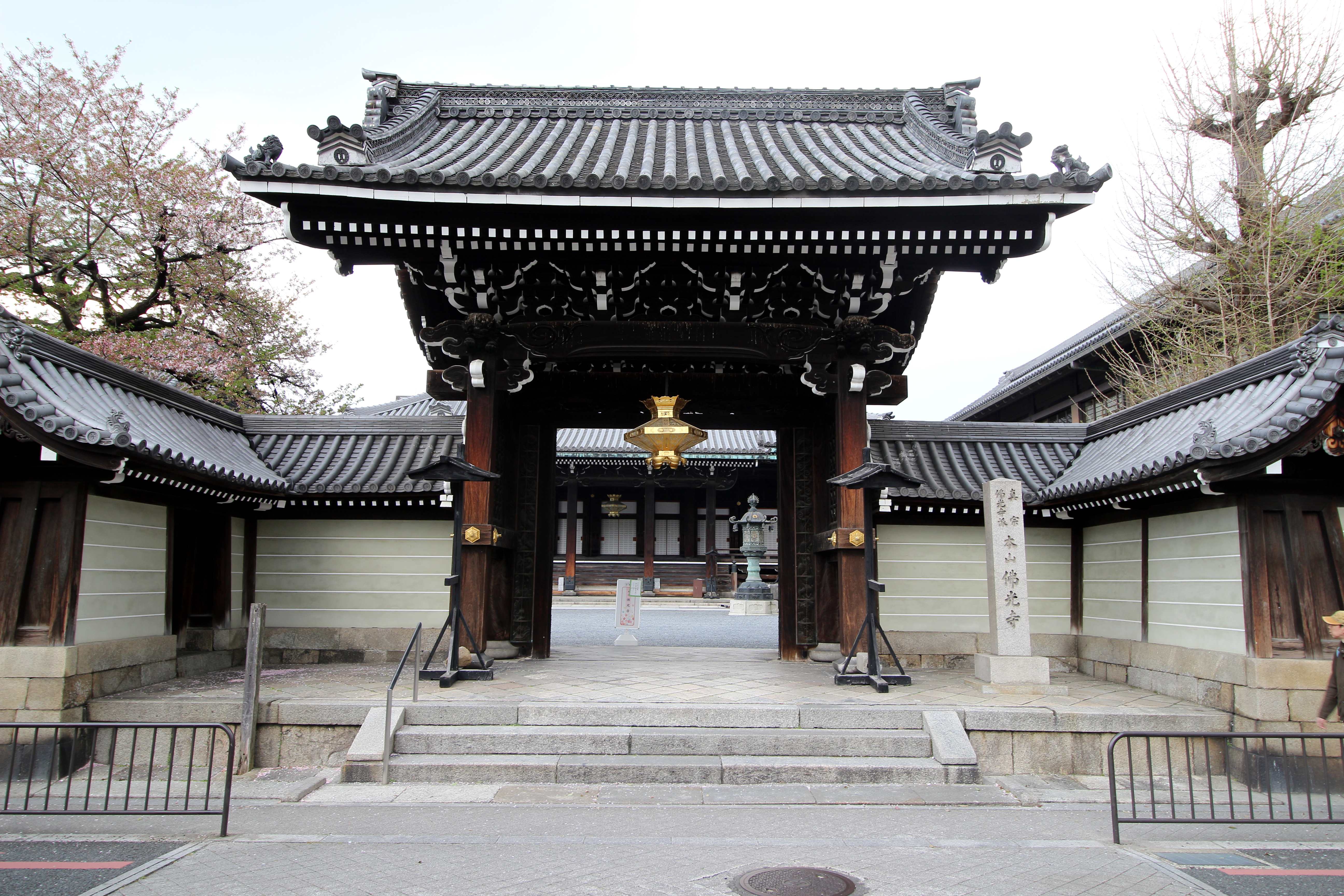
大師堂門

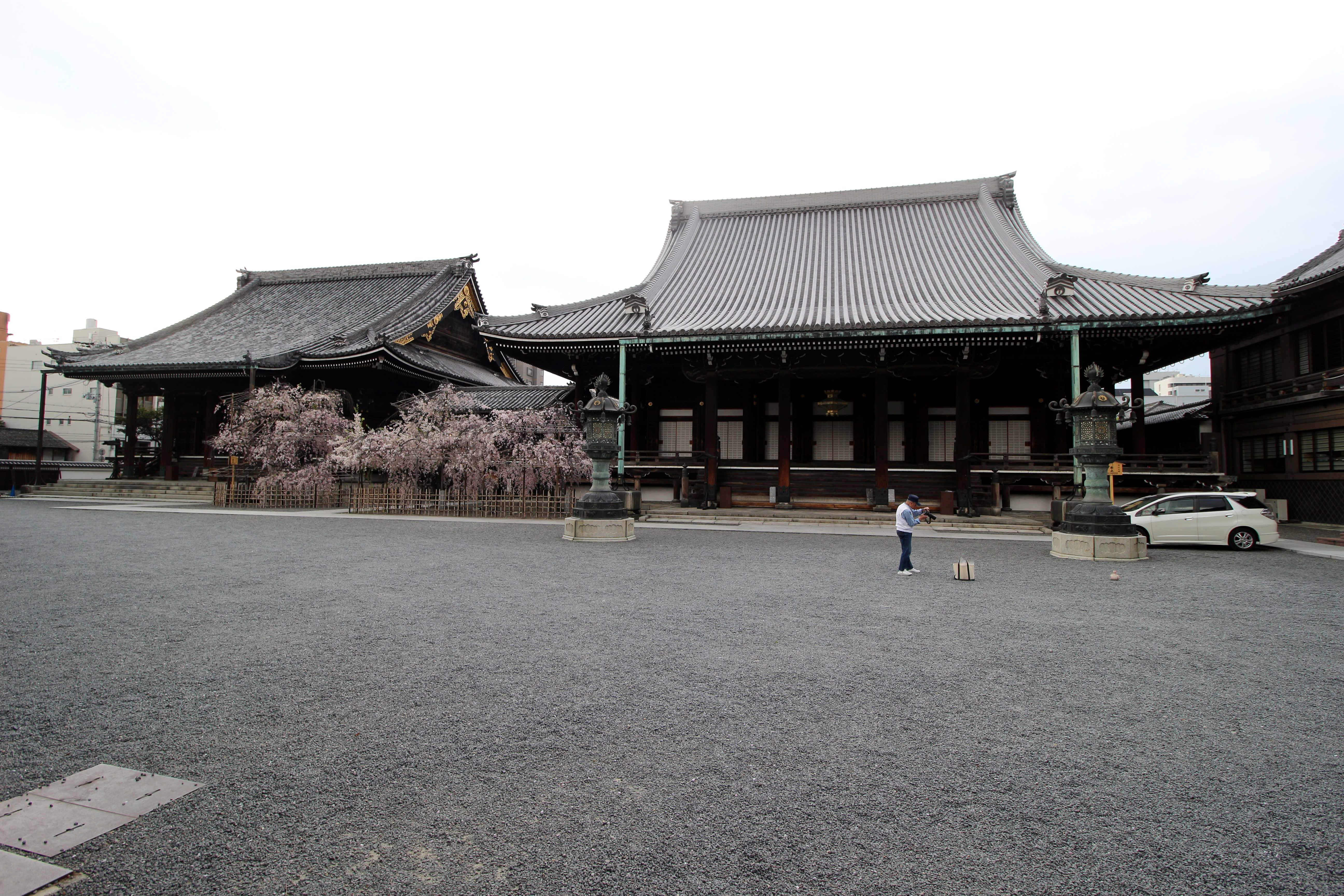
阿弥陀堂（左）　大師堂（右）

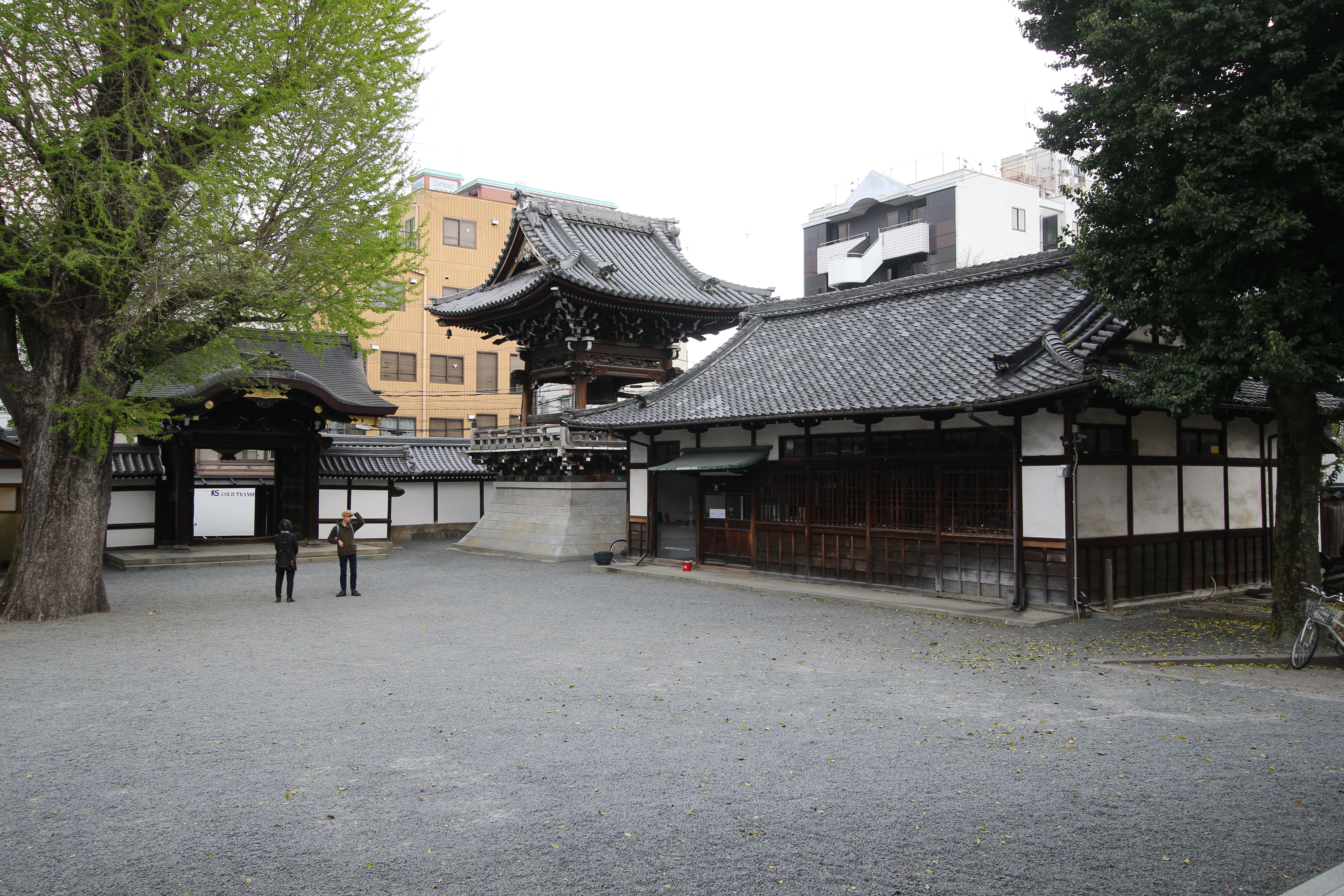
鐘楼と和合所（現在はD&DEPARTMENT KYOTOのショップ）

佛光寺（ぶっこうじ）は、京都市下京区高倉通仏光寺下ル新開町にある真宗佛光寺派の本山の寺院。山号は渋谷山（汁谷山）。本尊は阿弥陀如来。京都渋谷（しぶたに）に寺基があった頃（1300年代後半 - 1400年代前半）は、同じ浄土真宗の本願寺を遥かにしのぐ勢力があった。「仏光寺」と新字体で表記されることもあるが、正式表記は「佛光寺」である。

## 歴史
寺伝によると、承元元年（1205年）に承元の法難で越後国に配流されていた親鸞は、赦免された翌年の建暦2年（1212年）に京都に帰ると山城国山科郷に一宇を創建し、順徳天皇より聖徳太子にまつわる「興隆正法」の勅願を賜りって、「興隆正法寺」と名づけた。これが後の佛光寺で、親鸞はこの寺を弟子の真仏にまかせ、その後、阿弥陀仏の本願をひろめるため関東行化に旅立ったとされている。しかし、親鸞が山科に興正寺を建てたとするには寺伝以外の根拠に乏しく、史実としては、配流先の越後より直接関東方面へ向ったとする説が有力である。なお、佛光寺の親鸞伝絵のうち古い作品には京都に帰った後に（興正寺を建立せず）伊勢神宮に参詣した後に関東に向かったとするものも存在しており、後述する荒木門徒の間では一旦京都に帰還した後に関東に向かったとする伝承が古くから存在していたとする見方もある。
実際の所は当寺は了源によって創建されたもので、了源が考えた「興正寺」の名称を親鸞の子孫である本願寺覚如に名付け親となってもらって寺名としたようである。
佛光寺教団の直接の母体は、武蔵国の荒木門徒（第3世源海）、阿佐布門徒（第4世了海）である。後に佛光寺第7世とされた了源は本願寺存覚の協力と時衆の影響の下、光明本尊・絵系図・名帳などの媒体を用いて布教活動に力を入れ、精力的に西国の布教をおこなう。結果、畿内以西の真宗念仏宣布の根本法城となった。これに対して本願寺第3世覚如は、建武4年（1337年）に『改邪抄』を著し、絵系図などを真宗にあらざるものと批判する。
元応2年（1320年）、了源により、教化活動の拠点を旧仏教の盛んな京都東山に移すべく、山科から今比叡汁谷（しるたに）または渋谷（しぶたに）（現在の京都国立博物館の辺り）に寺基を移した。史実としての佛光寺は、了源が山科に建てた草庵を今比叡汁谷に移して寺格化したことをもって開創とする。なお、本願寺系寺院として再興された興正寺（後述）には、了源が五条西洞院にあった親鸞の住房を山科の草庵に再興したとする説も伝えており、江戸時代に『大谷本願寺通紀』を著した玄智も興正寺の親鸞建立説を斥けつつも、了源が親鸞の西洞院の住房を山科に再興したことをもって親鸞の開基としたのではないかと推測している。また、熊野恒陽は玄智の解釈を妥当としつつ（高田門徒が京都帰還説を採用していたとすれば、帰還先は西洞院の住房と認識していた可能性が高い）、興正寺は了源が山科に草庵を建てた時に形式的とは言え覚如から与えられた名であり、この今比叡汁谷移転によって覚如とは正式に決別したため、寺名を改める必要があったとする。
寺伝によると、佛光寺の寺号は後醍醐天皇が東南の方向から一筋の光が差し込むという夢を見たという場所から、興正寺の盗まれた阿弥陀如来の木像が発見されたという霊験に由来している。これにより「阿彌陀佛光寺」の勅号を賜り、それを縁に山科より京都渋谷に寺基を移したともいわれる。しかし、実際には当時了源を頼っていた存覚の『存覚一期記』によるが、存覚の提案を了源が容れた寺名であったとする。
元亨元年（1321年）には、覚如により親鸞の廟堂である「大谷廟堂」は寺院化され、独立。「本願寺」と号する。ここに新たな浄土真宗の一派浄土真宗本願寺教団を立ち上げた。（〈大谷〉本願寺の成立）。
寺基の移転にともない佛光寺は多くの参詣者を迎え隆盛をきわめる。また、了源の妻であった了明尼が女性として初の佛光寺9世・法主に就任している。
一方の本願寺は、当時は青蓮院の末寺に過ぎず、第8世法主蓮如の時代の寛正6年（1465年）1月9日に、比叡山延暦寺西塔の衆徒により大谷本願寺が破却されるまでに荒廃していった。しかし、佛光寺も興隆していくにともない天台宗・延暦寺からの弾圧が強まっていく。応仁元年（1467年）、第13世光教の時に応仁の乱が起こる。京都の街は戦火に巻込まれ、佛光寺も諸堂を焼失する。乱のさなかの文明3年（1471年）、蓮如は越前国吉崎で布教活動を再開し本願寺教団は急速に発展していく。
文明13年（1481年）には第14世経豪（後の蓮教）が、なんと本願寺の蓮如に帰依してしまい、山科西野に「興正寺」という名の寺院を建立し、佛光寺派の有力末寺48坊のうちの42坊を引き連れて本願寺に宗旨替えし、真宗興正派を形成してしまうという大事件が起きてしまう。佛光寺の寺勢は急激に衰え、代わって本願寺が台頭するところとなる。残った有力末寺6坊は経豪の弟経誉を知恩院からよび戻し、新たな佛光寺第14世とした。以上の経緯から経豪は佛光寺歴代に数えられていない。
天正14年（1586年）に豊臣秀吉の懇請により、寺基を五条坊門の龍臥城（現在地）に移す。「仏光寺通」という通りの名前にもなっている。秀吉による移転は、従前の佛光寺の敷地を方広寺大仏（京の大仏）・大仏殿造立のための用地に充てるためである。この時、佛光寺に残っていた有力末寺の6坊、南坊、新坊、西坊、中坊、奥坊、角坊も佛光寺の正面に寺基を移している。
これら6坊は先のいきさつから佛光寺に対して強い権限を持つようになり、佛光寺に対する影響力を次第に強めていった。そして江戸時代になると佛光寺は佛光寺住持とこれら6坊の住持によって運営されるようになっていった。
また、6坊は名称をそれぞれ南坊は大善院、新坊は光薗院、西坊は長性院、中坊は久遠院、奥坊は教音院、角坊は昌蔵院へとそれぞれ改めている。
住職は、室町時代以降二条家の猶子となり、妙法院門跡の許で得度する慣習があった。やがて准門跡に列せられ、僧正位を代々受ける。明治になり苗字公称が義務づけられると、渋谷姓を名乗った。1896年（明治29年）6月9日、管長渋谷隆教が男爵を授かって華族に列せられた。
現門主は2016年（平成28年）に就任した渋谷真覚。

## 最盛期の寺勢
佛光寺の最盛期は、高田専修寺とともに、当時の本願寺を大きく上回る寺勢を誇っていた。
- 現在の佛光寺派
- 蓮教の系統の現在の真宗興正派
- 東国や西国で近世以前に佛光寺教団から外れて本願寺教団に組み込まれた末寺
- 明治期に興正派として独立した際浄土真宗本願寺派に留まった末寺

上記4流を合わせると、元の末寺は3000ヶ所以上に上るともいわれる。

## 境内
- 阿弥陀堂 - 本堂。1904年（明治37年）再建。本尊・阿弥陀如来立像を祀る。
- 渡廊下 - 阿弥陀堂と大師堂を繋いでいる。
- 大師堂 - 1884年（明治17年）再建。親鸞聖人坐像を祀る。阿弥陀堂よりも大きな建物である。
- 宗務所
- 庫裏
- 玄関門
- 勅使門
- 御影堂門 - 大師堂の正面に建てられている。
- 鐘楼
- 阿弥陀堂門（本堂門） - 1879年（明治12年）再建。阿弥陀堂の正面に建てられている。
- お茶所 - 阿弥陀堂門と御影堂門の間に建っており、元は檀家が集会所として使用していた。現在は毎朝7時30分から法話の会があるほか、昼はD&DEPARTMENT株式会社に貸し出され、dd食堂京都として営業している。
- 和合所 - 阿弥陀堂門を入った左側にあり、元は僧たちの寝泊まりに使われていた。現在はお茶所同様にD&DEPARTMENT株式会社に貸し出されており、D&DEPARTMENT KYOTOとしてショップ営業している。

## 文化財

### 重要文化財
- 木造聖徳太子立像 - 元応2年（1320年）湛幸作。
- 紙本着色一流相承系図（佛光寺・長性院共有）
- 木造阿弥陀如来立像（光薗院蔵）
- 木造阿弥陀如来立像（大行寺蔵） - 快慶作。

## 年間行事
- 11月21日-28日 御正忌報恩講

## 所在地
- 京都府京都市下京区新開町397

## アクセス
- 京都市営地下鉄烏丸線 四条駅より徒歩約7分。